# La Marmotte
La Marmotte ist ein französisches Jedermann-Radrennen.
Das La Marmotte ist eines der anspruchsvollsten Jedermannrennen weltweit. Startort ist Le Bourg-d’Oisans in den französischen Alpen. Die Strecke ist 174 Kilometer lang und es sind 5.180 Höhenmeter zu überwinden. Dabei sind die Alpenpässe Col du Glandon, Col du Télégraphe und Col du Galibier zu überwinden. Am Ende der Strecke ist der 14 Kilometer lange Anstieg nach L’Alpe d’Huez zu bewältigen. Es stehen etwa 5.000 bis 7.000 Teilnehmer jährlich am Start.